# Курт Гедел
Курт Гедел (Брно, 28. април 1906 — Принстон, 14. јануар 1978) је био аустријско-амерички математичар логичар који је 1931. године доказао комплетност првог реда инфинитезималног рачуна функција. Затим је уследио његов рад О формалној неодређености поставки у „Принципима математике“ и односним системима, у којем је доказао прву од своје две знамените теореме некомплетности. Овај рад, датиран 17. новембра 1930, изворно је објављен на немачком, 1931. године у часопису „Монатсхефте фир математик“. Он се сматра заједно са Аристотелом и Готлобом Фрегеом једним од најзначајнијих логичара у историји. Гедел је имао огроман утицај на научно и филозофско размишљање у 20. веку, у време када су други као што су Бертранд Расел, Алфред Норт Вајтед, и Дејвид Хилберт користили логику и теорију скупова да истражују основе математике, надовезујући се на раније радове попут Ричарда Дедекинда, Георга Кантора и Фрегеа.
Геделова открића у основама математике довела су до доказа Геделове теореме о потпуности 1929. године у склопу његове дисертације за стицање доктората на Универзитету у Бечу, и објављивања две Геделове теореме о непотпуности две године касније, 1931. године. Теорема о непотпуности постулира да за било који ω-конзистентан рекурзивни аксиоматски систем довољно моћан да опише аритметику природних бројева (на пример, Пеано аритметика), постоје истините тврдње о природним бројевима које се не могу доказати нити оповргнути из аксиома. Да би то доказао, Гедел је развио технику која је сада позната као Геделово нумерисање, која кодира формалне изразе као природне бројеве. Друга теорема о непотпуности, која следи из прве, каже да систем не може да докаже сопствену доследност.
Године 1938. Гедел је показао да се Канторова хипотеза континуума не може оповргнути унутар стандардне Цермело—Френкел теорије скупова, чак ни ако јој се дода аксиома избора. Амерички математичар Пол Коен је 1963. године шокирао математичку заједницу доказавши да се хипотеза континуума не може ни доказати унутар ZFC.
Његов допринос на пољу математике, искористио је Даглас Хофштатер за приказивање своје филозофије у књизи „Гедел, Есхер, Бах - вечна златна плетеница“.

## Теорема непотпуности
Године 1931, док је још боравио у Бечу, Гедел је објавио своје теореме о непотпуности у раду О формалној неодређености поставки у „Принципима математике“ и односним системима. У том раду је доказао да за сваки израчунљив аксиоматски систем који је довољно снажан да опише аритметику природних бројева (на пример Пеанове аксиоме или Зермело-Френкел теорија скупова са аксиомом избора), важи:
1. ако је систем конзистентан, он не може бити потпун.
2. конзистентност аксиома не може бити доказана унутар система.

Ове теореме су окончале пола века дуге покушаје да се пронађе скуп аксиома довољних за заснивање целокупне математике, који су почели радом Фрегеа а кулминирали у делу Principia Mathematica Расела и Вајтхеда и Хилбертовим формализмом.
Основна идеја која лежи у срцу теореме о непотпуности је прилично једноставна. Гедел је у суштини конструисао формулу која тврди да је недоказива у датом формалном систему. Ако би била доказива, онда би била нетачна, што представља контрадикцију идеји да су у конзистентном систему доказиви искази увек тачни.
Стога ће увек постојати бар један истинит али недоказив исказ.

### Важне публикације
На немачком:
- Gödel, Kurt (1930). „Die Vollständigkeit der Axiome des logischen Funktionenkalküls.”. Monatshefte für Mathematik und Physik. 37: 349—60. S2CID 123343522. doi:10.1007/BF01696781..
- 1931, "Über formal unentscheidbare Sätze der . Principia Mathematica und verwandter Systeme, I." Monatshefte für Mathematik und Physik. 38: 173—98. 1931. Недостаје или је празан параметар |title= (помоћ).
- 1932, „Zum intuitionistischen Aussagenkalkül”. Anzeiger Akademie der Wissenschaften Wien. 69: 65—66. 1932..

На енглеском:
- 1940. The Consistency of the Axiom of Choice and of the Generalized Continuum Hypothesis with the Axioms of Set Theory. Princeton University Press. 1964..
- 1947. „What is Cantor's continuum problem?”. The American Mathematical Monthly 54: 515—25.. Revised version in Paul Benacerraf and Hilary Putnam, eds., 1984 Philosophy of Mathematics: Selected Readings. Cambridge University Press. 1964.: 470–85.
- 1950, Gödel, Kurt (1952). „Rotating Universes in General Relativity Theory.”. Proceedings of the International Congress of Mathematicians in Cambridge. 1: 175—81. Bibcode:1952picm.conf..175G..

Енглески преводи:
- Kurt Gödel, 1992. On Formally Undecidable Propositions Of Principia Mathematica And Related Systems, tr. B. Meltzer, with a comprehensive introduction by Richard Braithwaite. Dover reprint of the 1962 Basic Books edition.
- Kurt Gödel, 2000.[8] On Formally Undecidable Propositions Of Principia Mathematica And Related Systems, tr. Martin Hirzel
- Jean van Heijenoort (1967). A Source Book in Mathematical Logic, 1879–1931. Harvard University Press.. 
  - 1930. "The completeness of the axioms of the functional calculus of logic," 582–91.
  - 1930. "Some metamathematical results on completeness and consistency," 595–96. Abstract to (1931).
  - 1931. "On formally undecidable propositions of Principia Mathematica and related systems," 596–616.
  - 1931a. "On completeness and consistency," 616–17.
- Collected Works: Oxford University Press: New York.  Editor-in-chief: Solomon Feferman.
  - Volume I: Publications –1936. Gödel, Kurt (5 July 2001). Kurt Gödel: Collected Works: Volume I: Publications 1929-1936. Oup USA. ISBN 978-0-19-514720-9. Непознати параметар |DUPLICATE_isbn= игнорисан (помоћ); Проверите вредност парамет(а)ра за датум: |year= / |date= mismatch (помоћ). / Paperback: ,
  - Volume II: Publications –1974. Gödel, Kurt (1938). Kurt Gödel: Collected Works: Volume II: Publications 1938-1974. Oup USA. ISBN 978-0-19-514721-6. Непознати параметар |DUPLICATE_isbn= игнорисан (помоћ). / Paperback: ,
  - Volume III: Unpublished Essays and Lectures. Gödel, Kurt (28. 6. 2001). Kurt Gödel: Collected Works: Volume III: Unpublished Essays and Lectures. Oup USA. ISBN 978-0-19-514722-3. Непознати параметар |DUPLICATE_isbn= игнорисан (помоћ). / Paperback: ,
  - Volume IV: Correspondence, A–G. Gödel, Kurt (1986). Kurt Gödel: Collected Works: Volume IV: Selected Correspondence, A-G. Clarendon Press. ISBN 978-0-19-850073-5..
  - Volume V: Correspondence, H–Z. Gödel, Kurt (1986). Kurt Gödel: Collected Works: Volume V: Correspondence, H-Z. Clarendon Press. ISBN 978-0-19-850075-9..
- Philosophische Notizbücher / Philosophical Notebooks: De Gruyter: Berlin/München/Boston. Editor: de.
  - Volume 1: Philosophie I Maximen 0 / Philosophy I Maxims 0. Gödel, Kurt (2019). Philosophie I Maximen 0: Philosophy I maxims 0. De Gruyter. ISBN 978-3-11-058374-8..
  - Volume 2: Zeiteinteilung (Maximen) I und II / Time Management (Maxims) I and II.  978-3-11-067409-5.
  - Volume 3: Maximen III / Maxims III.  978-3-11-075325-7.